# بزرگراه ۵ (عراق)
بزرگراه ۵ یک بزرگراه در عراق می‌باشد که از بعقوبه تا قصر شیرین در ایران گسترده شده‌است. این راه از مقدادیه، سدیه و خانقین عبور می‌کند.